# سدر سروی
سِدر سَروی (نام علمی: Cedrus brevifolia) نام یک گونه از سرده سدر است.